# Côtes de Gascogne

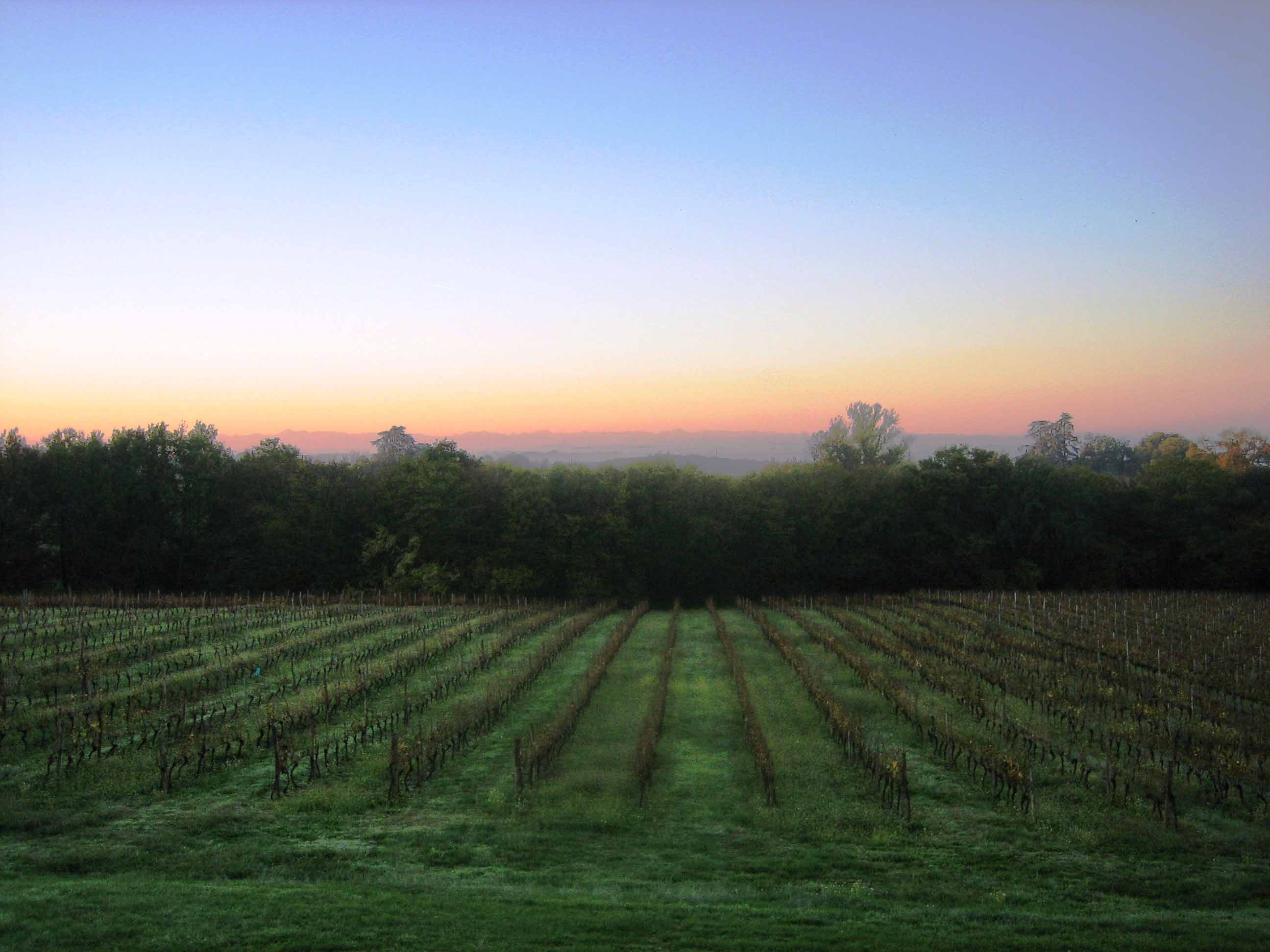
Weinfelder der Côtes de Gascogne bei Castelnau-d’Auzan

Côtes de Gascogne ist der Name eines Weinbaugebiets in der Gascogne. Es produziert hauptsächlich weißen Landwein. Das Gebiet liegt überwiegend im Département Gers, einem Bestandteil der französischen Region Okzitanien. Die Côtes de Gascogne sind klassiert als Vin de Pays und werden im Armagnacgebiet produziert. Sie sind Teil der Region Sud-Ouest.
Die Verordnung vom 13. September 1968 unterscheidet zwischen Vins de Pays und den einfacheren Tafelweinen, sogenannten Vins de Table. Die Erteilung des Appellation d’Origine Contrôlée-Zertifikats für die Vins de Pays Côtes de Gascogne verpflichtet die Produzenten zur Befolgung der strengen Richtlinien, die in der Verordnung von 25. Januar 1982 angenommen und bestimmt wurden.

## Verband der Produzenten
Das Syndicat des Producteurs de Vins de Pays Côtes de Gascogne wurde am 15. März 1979 gegründet und schützt die Interessen der Mitglieder, stellt Produktionsvorschriften auf und überprüft die Produktion. Der Verband zählt ungefähr 1400 Weinlandwirte, von ihnen sind 1300 Mitglieder der so genannten caves coopératives (Genossenschaft) angeschlossen. Weiter gibt es ungefähr 150 unabhängig produzierende Winzer.

## Produktion
Mit der erlaubten Produktionsmenge von 830.000 Hektolitern pro Jahr ist Gers in Frankreich der größte Produzent von weißem Vin de Pays. Das Produktionspotential beträgt mehr als 100 Millionen Flaschen pro Jahr, von denen 75 % für den Export bestimmt sind.
In Gers besteht 91 % des Produktionsvolumens aus Weißwein, 8 % sind Rotwein und 1 % besteht aus Roséwein, was für Südwestfrankreich sehr atypisch ist, weil andernorts mehrheitlich Rotwein produziert wird.

## Vorschriften
- Nur Rot-, Weiß- und Roséwein.
- Nur Weine aus dem definierten Anbaugebiet.

Rebsorten für Rot- und Roséwein sind:
- Abouriou
- Cabernet Franc
- Cabernet-Sauvignon
- Duras
- Fer Servadou
- Malbec
- Merlot
- Négrette
- Blauer Portugieser
- Tannat

Rebsorten für Weißwein sind:
- Colombard
- Gros Manseng
- Ugny Blanc
- Jurançon
- Len de l’El
- Muscadelle
- Sauvignon Blanc
- Sémillon

## Produktionsgebiet
Das Produktionsgebiet besteht aus
- Armagnac-Ténarèze
- Bas-Armagnac
- Haut-Armagnac

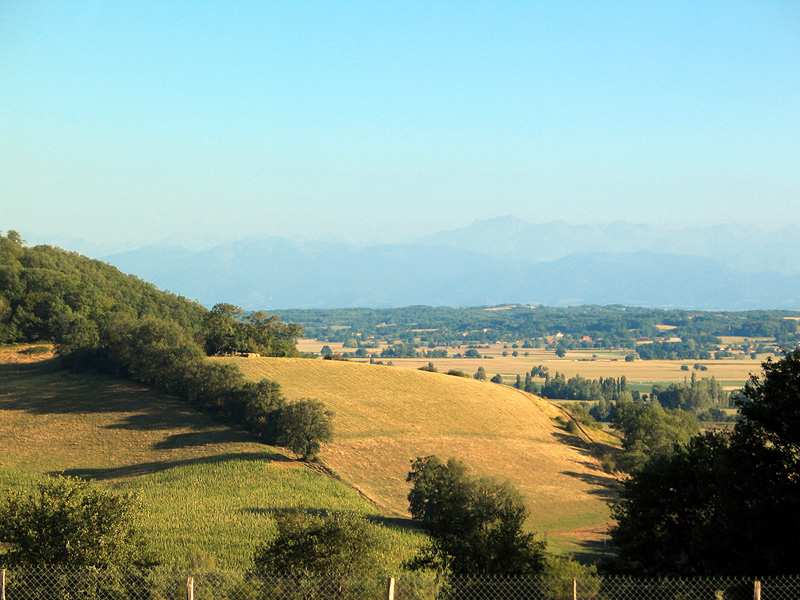
Das Département Gers bei Marciac. Im Bildhintergrund erkennt man die Gebirgskette der Pyrenäen

und liegt über drei Departements Gers, Landes und Lot-et-Garonne verstreut.
Nur in diesem Bereich geerntete Trauben können zum Armagnac destilliert oder zu einem Vin de Pays mit der Herkunftsbezeichnung Vin de Pays Côtes de Gascogne oder zu Floc de Gascogne verarbeitet werden.
Das Gebiet stimmt mit dem Produktionsbereich des Armagnacs überein.
Der vollständige AOC-Bereich besteht aus Weinlagen mit einer Fläche von 15.000 Hektar.
Der größte Produktionsbereich liegt im Departement Gers, wo fast zwei Drittel (11.700 Hektar) der Produktion von Côtes de Gascogne und Armagnac erfolgen.

## Boden
Das Gebiet besteht aus Alluvialböden mit Lehm und Sand.

## Klima
Über die Landes hinweg hat der Atlantik noch Einfluss; im Frühling ist es sehr nass und im Rest des Jahres sonnig.